# Culture du Mali

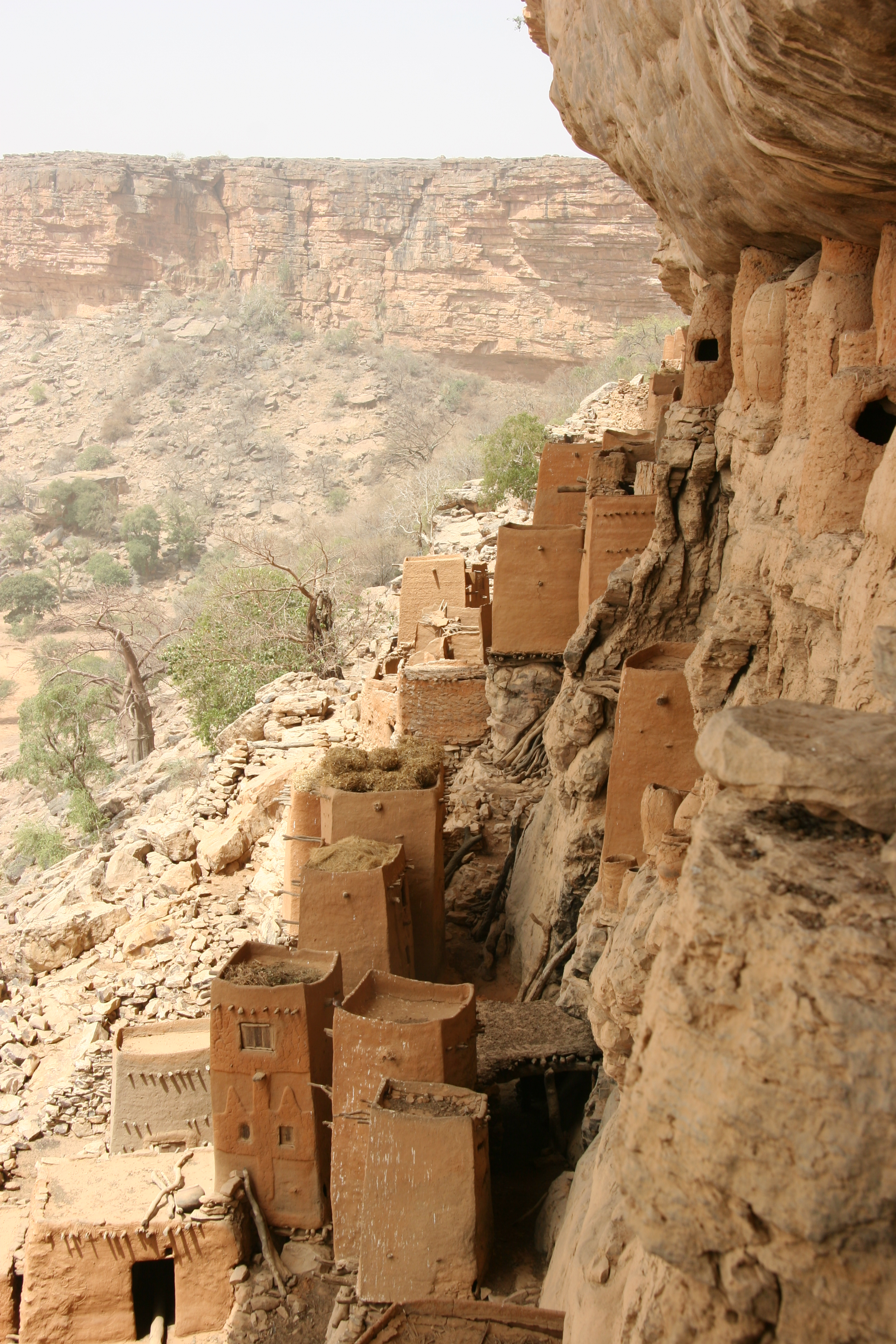
Habitations dogon sur la falaise de Bandiagara

La culture du Mali, vaste pays enclavé d'Afrique de l'Ouest, désigne d'abord les pratiques culturelles observables de ses habitants (17 000 000, estimation 2017).
La multitude d'ethnies et l’héritage historique en font une culture riche et diversifiée, conservant à la fois ses traditions comme l’oralité avec les griots ou l’artisanat et s’ouvrant, depuis son indépendance, à la littérature, au théâtre, au cinéma et à la photographie.

## Langues, peuples, cultures

### Langues
- Langues au Mali
- Langues du Mali

Depuis l’indépendance en 1960, le Mali, ancienne colonie française du Soudan français, le français est la langue officielle. Elle n’est parlée que par une minorité de la population qui préfère s’exprimer dans les différentes langues nationales. Le bambara est la langue la plus parlée au Mali. Les principales autres langues sont le peul, le Malinké, le sénoufo, le soninké, le sonrhaï et le dogon.
Le recensement de 1987 a enregistré la langue parlée par les personnes de plus de 6 ans.
Le bambara arrive largement en tête (50,3 %), suivi du peul (10,7 %), du dogon (6,9 %), du songhay (6,3 %) et du soninké (6,3 %).
Le français est la langue enseignée à l’école. Depuis les années 1990, une expérimentation, appelée « pédagogie convergente » permet aux enfants à l’école fondamentale d’apprendre d’abord à écrire en langue nationale, celle qu’ils parlent naturellement en famille, puis progressivement le français. La pédagogie convergente se généralise actuellement.

### Peuples
- Groupes ethniques au Mali
- Démographie au Mali

## Traditions

### Religion(s)
- Généralités

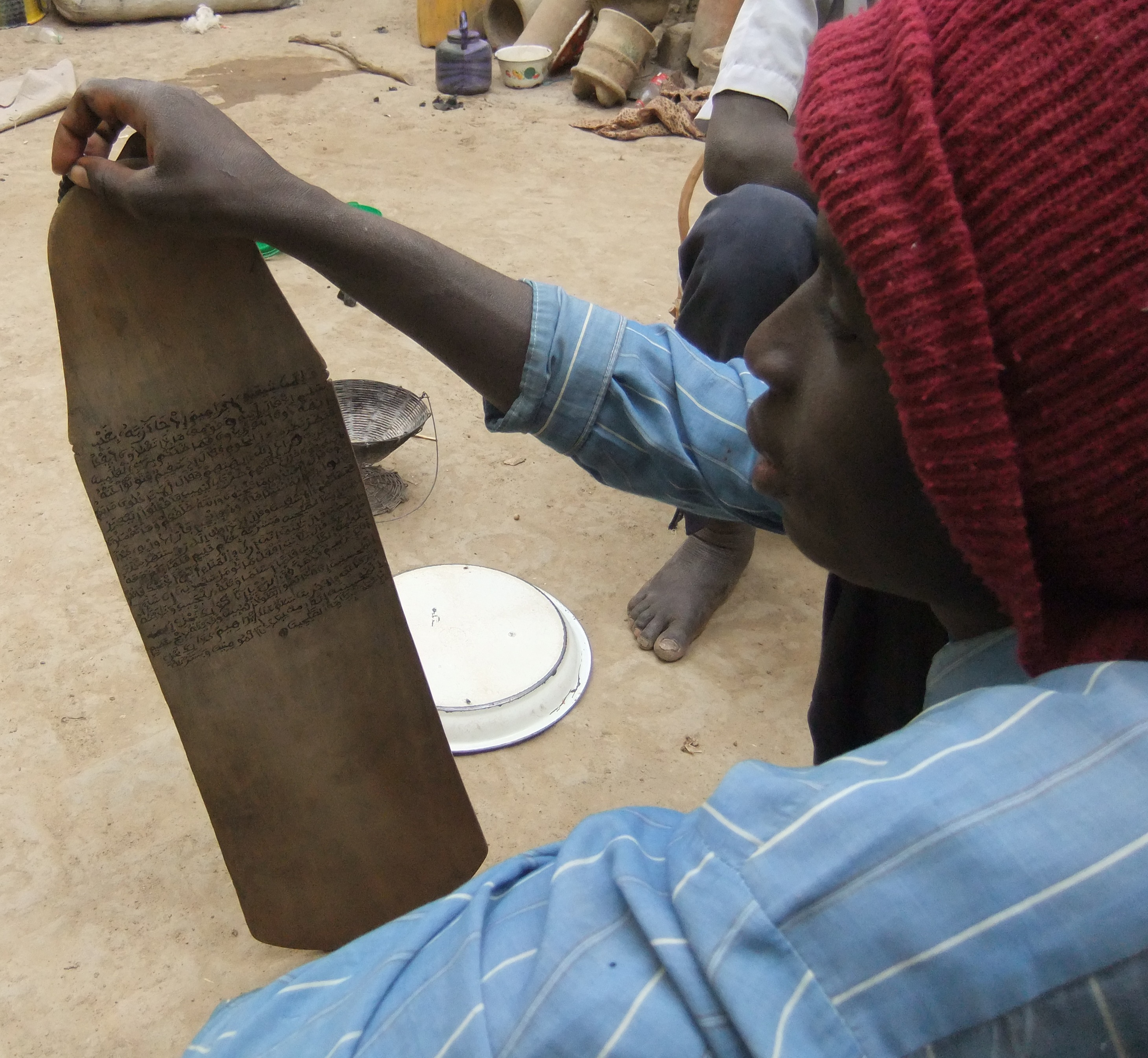
Lecture du Coran à Djenné.

  - Religions traditionnelles africaines, Animisme, Fétichisme, Esprit tutélaire, Mythologies africaines
  - Religion en Afrique, Christianisme en Afrique
  - Islam en Afrique, Confréries musulmanes en Afrique de l'Ouest, Tariqa
  - Islam radical en Afrique noire
  - Anthropologie religieuse
- Situation au Mali, religion au Mali
  - Islam au Mali (80-94 %), Sunnisme (>72 %), Malikisme, Soufisme, Chiisme (8 %), Ahmadisme
  - Christianisme (2-5 %), catholicisme au Mali (<2 %), Église catholique au Mali, protestantismes (<1 %)
  - Religions traditionnelles africaines (5 % officiellement, 15 % vraisemblablement), animisme, fétichisme
    - dont religion dogon, culte du lébé, hogon

  - Autres spiritualités ultra-minoritaires, dont Hindouisme
  - Agnosticisme (<1 %), athéisme...

### Symboles
- Emblème du Mali, Armoiries du Mali
- Drapeau du Mali (1961),
- Pour l'Afrique et pour toi, Mali, hymne national (1962)
- Un Peuple, un But, une Foi, devise nationale
- Épopée de Soundiata, épopée nationale
- Ordres honorifiques du Mali

### Folklore et Mythologie
- Légendes maliennes
- Mythes dogons[2],[3],[4],[5],[6]
- Mythologies en Afrique de l'Ouest

### Pratiques
- Société secrète Simo (en), à culte masqué, depuis longtemps au passé
- Anthropologie peul
- Sociétés d'initiation bambara, Kôrêdugaw
- Sanké mon, rite de pêche
- Espace culturel du yaaral et du degal
- Kôrêdugaw
- Masque dogon, Masque du Mali, Masque lièvre

### Fêtes
| Date         | Nom français            | Nom local | Remarques |
| ------------ | ----------------------- | --------- | --- |
| Variable     | Aïd el-Fitr             | Korité    | Fin du Ramadan |
| Variable     | Aïd al-Adha             | Tabaski   | Commémoration du sacrifice d'Abraham                                                                                 |
| Variable     | Mawlid                  | Maouloud  | Naissance de Mahomet                                                                                                 |
| Variable     | Mouharram               | Tamkharit | Nouvel an musulman                                                                                                   |
| 1er janvier  | Jour de l'an            |           | |
| 20 janvier   | Fête de l'armée du Mali |           | |
| 26 mars      | Journée des Martyrs     |           | Chute du régime de Moussa Traoré                                                                                     |
| 1er mai      | Fête du travail         |           | |
| 25 mai       | Fête de l'Afrique       |           | Création de l'Organisation de l'unité africaine                                                                      |
| 22 septembre | Jour de l'Indépendance  |           | Proclamation de la République du Mali (Indépendance accordée par la France le 20 juin 1960 à la Fédération du Mali). |
| 25 décembre  | Noël                    |           | Naissance de Jésus-Christ                                                                                            |
| Variable     | Lundi de Pâques         |           | |

## Vie sociale
- Personnalités maliennes
- Castes au Mali

### Groupes humains

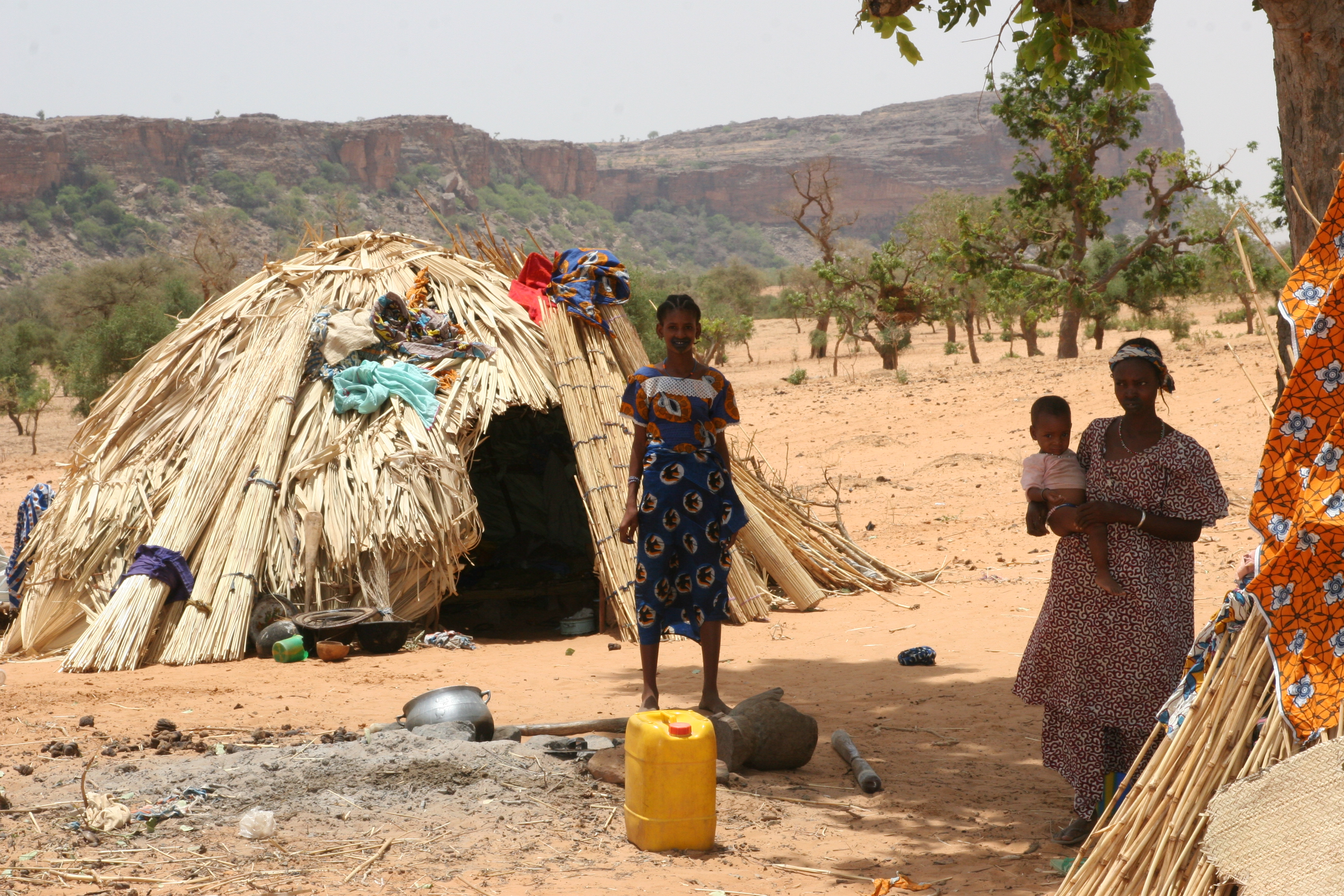
Famille peule

Une vingtaine d’ethnies vivent au Mali. Malgré les échanges entre elles au cours de l’histoire, chacune possède une culture spécifique. Les principales ethnies sont :
- les Bambaras
- les Bobo
- les Malinkés
- les Soninkés ou Sarakolés
- les Peuls
- les Dogons
- les Touaregs
- les Sonrhaïs
- les bozos
- les Toucouleurs
- les Sénoufos
- les Minianka
- les Khassonkés

- Le Musée national du Mali est un musée archéologique et ethnologique situé à Bamako présentant les objets rituels et les coutumes des différentes ethnies vivant au Mali.
- L'Espace culturel du yaaral et du degal, festivités liées à la traversée du fleuve Niger par les troupeaux des peuls, a été consacré par l'UNESCO comme patrimoine culturel immatériel de l'humanité.

### Griots ou «djéli»
Le "djélia", l'art que pratiquent les griots, consiste à raconter des histoires relatives à des familles.
Les griots sont présents à chaque grande occasion (mariage, baptême, fêtes religieuse…) c'est pourquoi ils sont très au fait de l'histoire des familles auxquelles ils sont liés. Quand ils sont appelés, les griots rappellent donc aux familles leurs passés, celui de leurs ancêtres… de façon élogieuse. L'usage veut que celui à qui le griot fait des éloges lui donne quelque chose (en général de l'argent, des bijoux, des vêtements…) pour honorer les souvenirs évoqués par le griot et montrer que ce dernier est digne des éloges qui lui sont faits.
Les griots sont donc des conteurs véhicules de la tradition orale, très forte au Mali. C'est pourquoi ces personnes sont considérées comme des puits de connaissance, des livres d'histoires vivants.
Pour beaucoup les griots sont les ancêtres des rappeurs et donc le "djélia" l'ancêtre du rap. En effet, les griots quand ils font des éloges chantent de manière très spéciale. Leurs paroles sont tels un flux qui suit une instrumentale assez répétitive rythmée par des percussions.
Bakary Soumano, chef des griots du Mali de 1994 à sa mort en 2003, a œuvré pour réhabiliter la fonction de griot.
L'actuel Chef des griots Mamadou Kaladjoula Diabaté

### Parenté à plaisanterie
La parenté à plaisanterie (sinankunya), également appelé cousinage, consiste pour deux groupes ayant des relations privilégiées (deux ethnies, ou deux clans d’une même ethnie) à s’échanger des paroles qui révèlent les vérités supposées de chacun. Les protagonistes sont obligés d’accepter ces critiques souvent féroces. Et les protagonistes ne doivent pas s'énerver, en paroles et en actions.

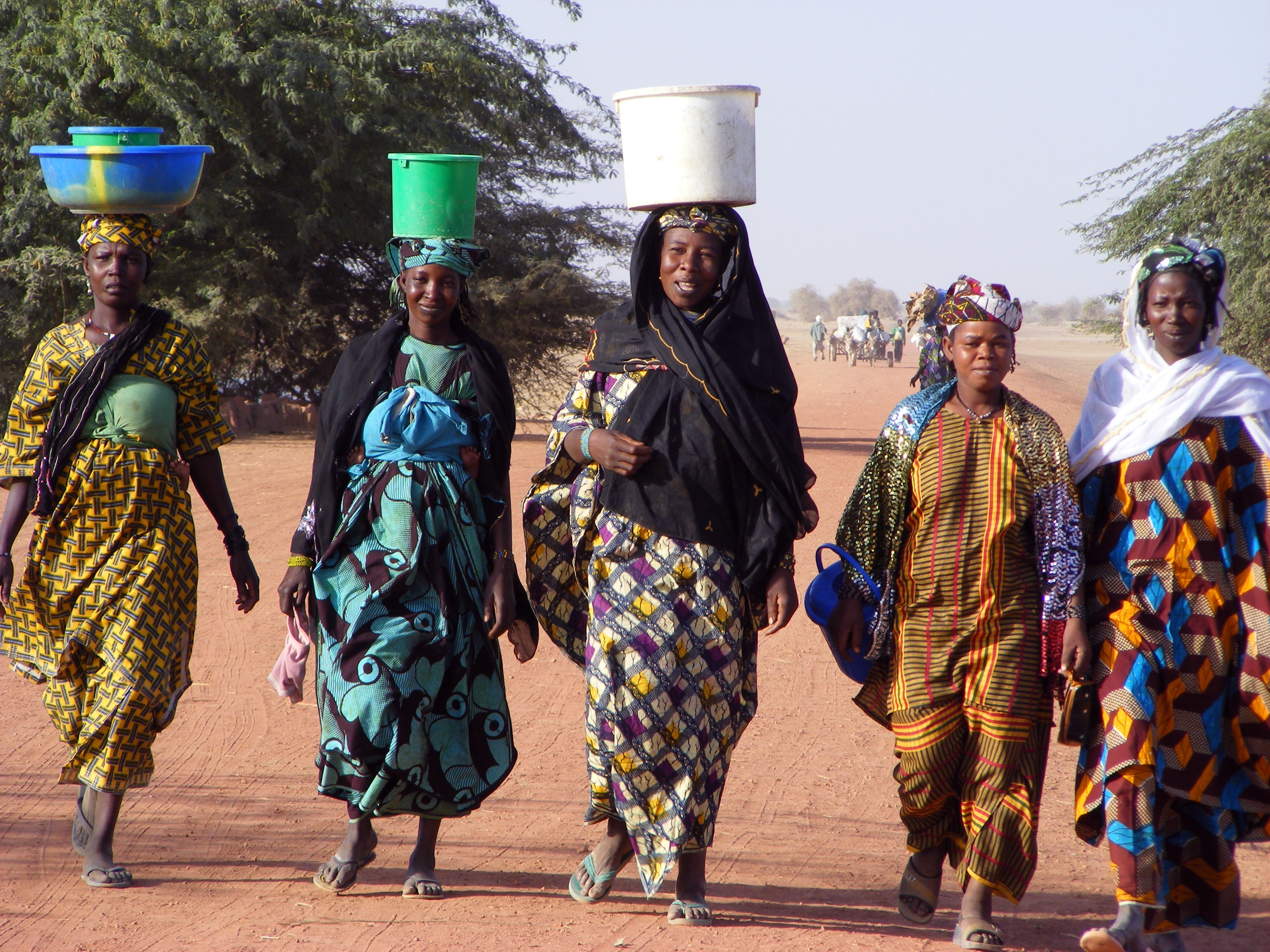
Le portage de l'eau, nécessité quotidienne et activité sociale.

### Famille
- Mariage au Mali, Code malien de la famille (en)
- Polygamie au Mali (en)
- Fadenya (en), enfance côté paternel, et son envers badenya, enfance côté maternel

#### Noms
- Nom de famille, Nom de famille

### Éducation
- Éducation au Mali

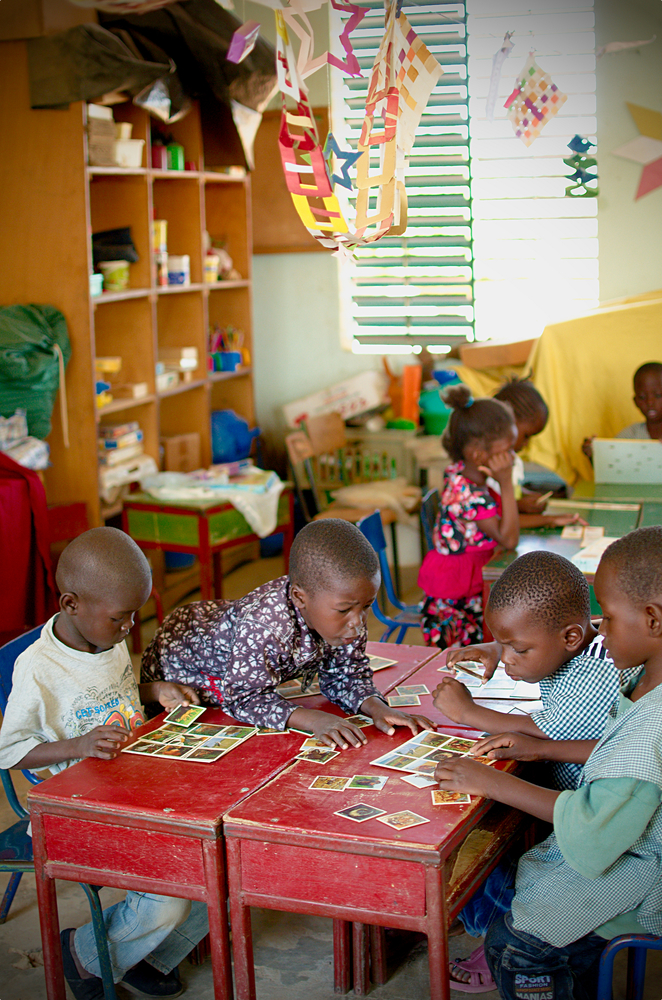
Écoliers jouant au Memory.

- Universités maliennes, Université catholique du Mali, Liste des universités au Mali (en)
- Institut national des arts de Bamako

### Droit
- Droit malien
- Haute Cour de justice (Mali)
- Commission nationale des droits de l'homme (Mali), Association malienne des droits de l'homme, M’Bam Diatigui Diarra
- Droits de l'enfant au Mali, Droits de l'homme au Mali (en)
- Trafic d'êtres humains au Mali (en)
- Esclavage au Mali
- Droits LGBT au Mali
- Trafic de drogue[7], voir Wùlu
- Rapport Mali 2016-2017 d'Amnesty International

### État
- Histoire du Mali
- Politique au Mali
- Palabre, Arbre à palabres
- Liste des guerres du Mali

## Arts de la table

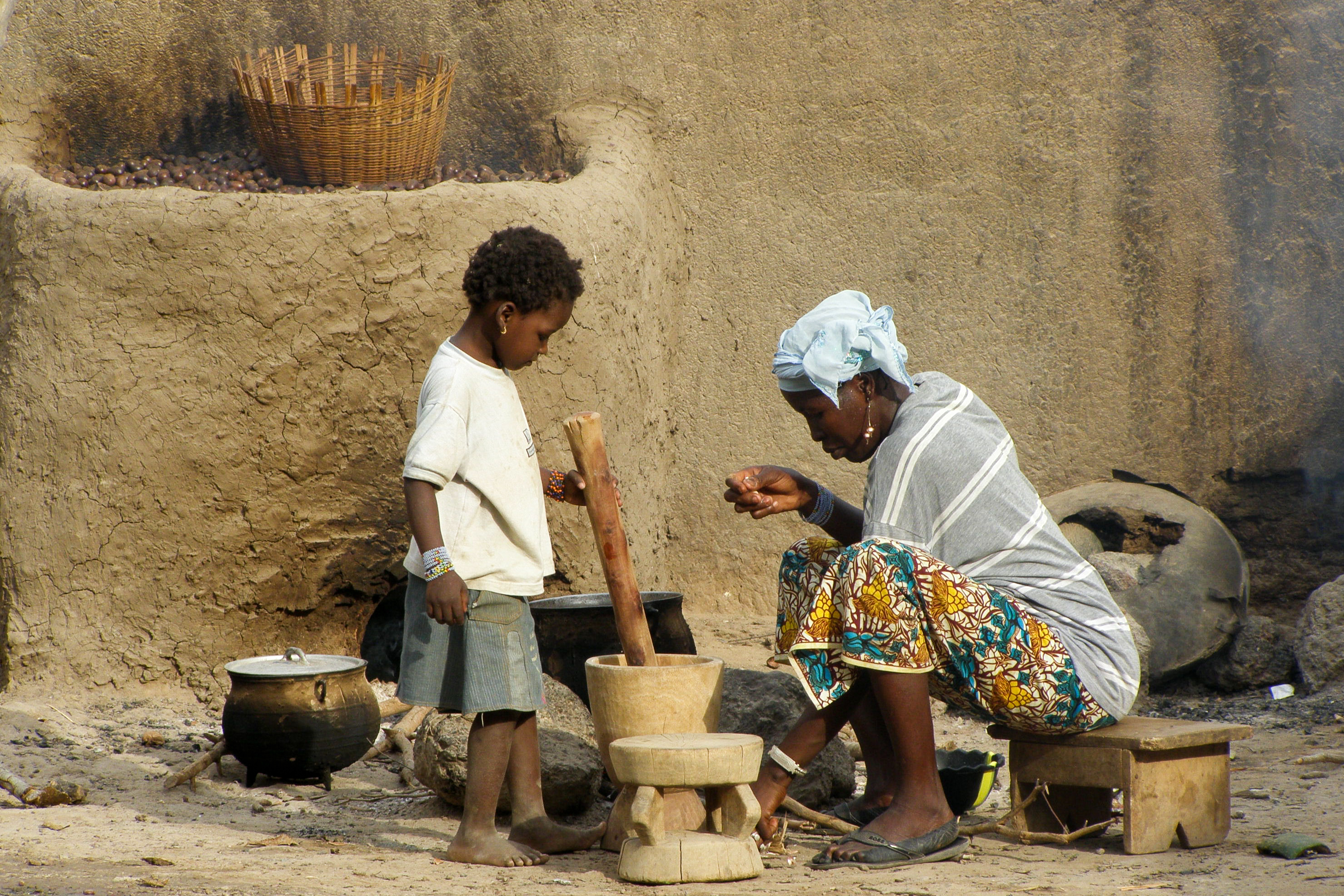
La leçon de cuisine.

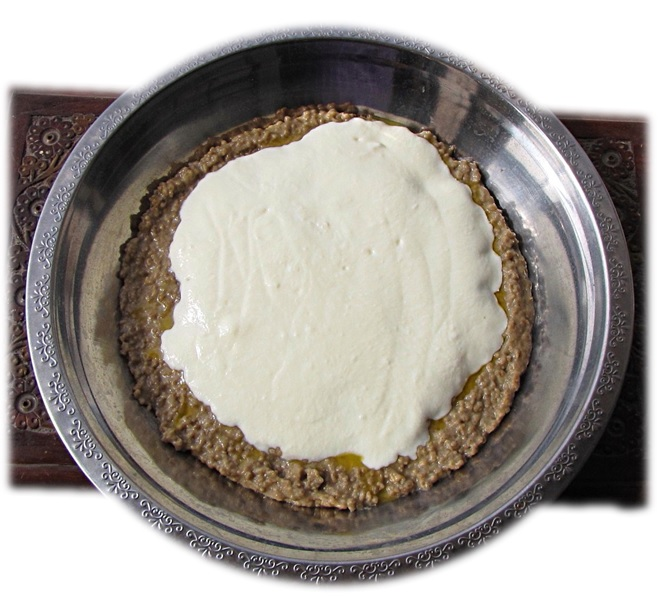
Une assiette de lakh.

### Cuisines
- Cuisine malienne, Gastronomie malienne
- Lakh, Mafé, Tô, Taguella
- Fakoye (sauce nordiste à base de poudre des feuilles qui poussent pendant la saison des pluies)
- Widjila (farine de pain fait traditionnellement accompagné de sauce tomate)
- Cuisine ivoirienne, Cuisine sénégalaise, Cuisine burkinabé
- Cuisine ouest-africaine, Cuisine africaine,

### Boissons
- Bière de mil
- Bandji
- Eau
- Soda

## Santé
- Santé au Mali
- Initiative de Bamako
- CESCOM, centres de santé communautaires

## Sports et jeux

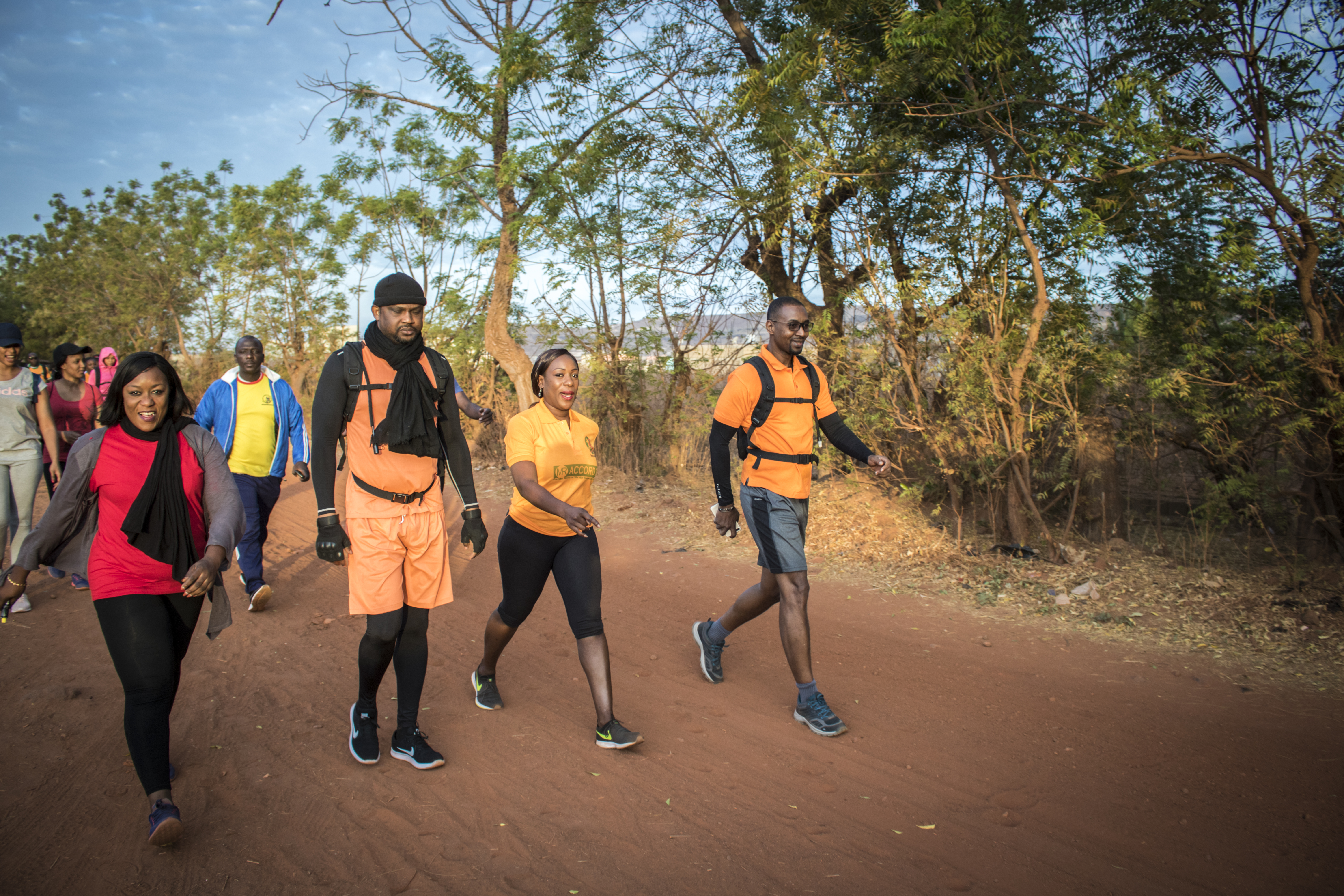
Randonneurs du dimanche.

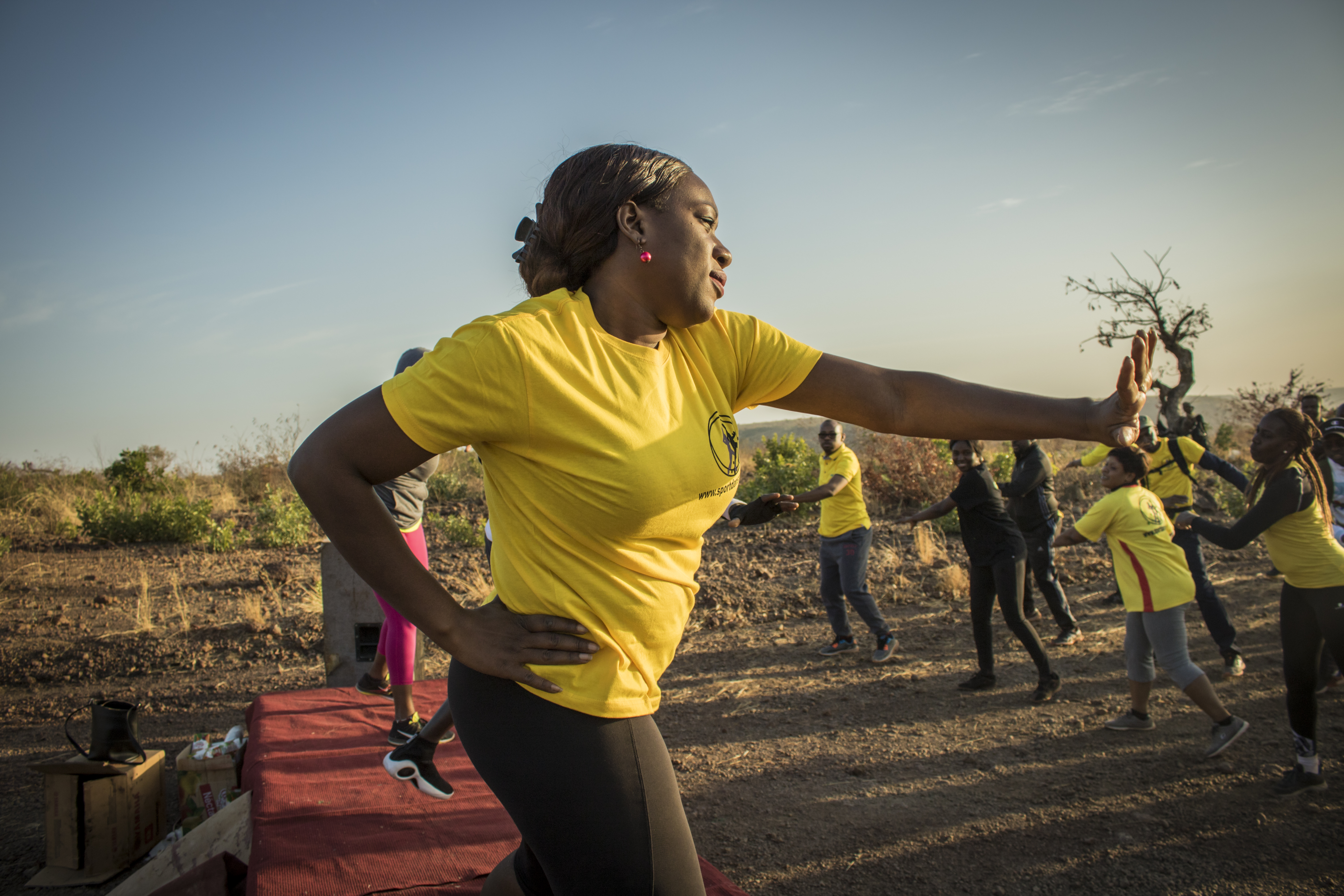
Membres d'un club sportif.

Le football et le basket-ball sont les activités sportives principales au Mali, ensuite viennent les arts martiaux (taekwondo, judo, karaté) ainsi que l'athlétisme, le cyclisme, le handball et le rugby.
Le Mali participe aux Jeux olympiques, aux Jeux paralympiques, aux Jeux de la francophonie et aux Jeux africains.
- Catégorie:Sport au Mali
- Sportifs maliens, Sportives maliennes
- Personnalités maliennes liées au sport

Parmi les jeux de société populaires, on trouve le Krur (en) (ou crur), une variante du mancala.

## Médias
En 2016, le classement mondial sur la liberté de la presse établi chaque année par Reporters sans frontières situe le Mali au 66e rang sur 180 pays. L'insécurité dans le nord du pays met parfois en danger la vie des journalistes, mais pèse aussi sur la liberté d'information.
- Médias au Mali
- Journalistes maliens

### Presse écrite
De nombreuses publications constituent la presse écrite malienne sont nombreuses, les plus lues sont entre autres :
- L'Essor
- L’Indépendant
- L’Informateur (Mali)
- Le Prétoire
- Le Combat (Mali)

### Radio
- Radio au Mali
- Société des télécommunications du Mali
- Union des radiodiffusions et télévisions libres du Mali

### Télévision
- Télévision au Mali

### Internet (.ml)
- Internet au Mali
- Presse malienne en ligne
- Le Journal du Mali (en)
- Sites web maliens d'information
- Blogueurs maliens

## Littérature
Pays de tradition orale, le Mali connaît depuis les années 1960 plusieurs écrivains qui suivent les traces de Amadou Hampâté Bâ.
Un texte fondateur pour toute l'Afrique de l'Ouest est la Charte du Manden (vers 1230).
Une littérature écrite remontant jusqu'au XIIIe siècle est conservée dans ce qu'on appelle aujourd'hui les manuscrits de Tombouctou.
- Épopée de Silâmaka et Poullôri
- Épopée de Soundiata

Parmi les anciens maîtres intellectuels et spirituels au Mali, figurent Mohammed Bagayogo (1523-1593), Ahmed Baba (1556-1616), Al-Qadi Aqib ibn Mahmud ibn Umar, Modibo Mohammed Al Kaburi (vi).
La littérature malienne moderne commence à peu près avec le début du colonialisme européen et le partage de l'Afrique vers 1880.
- Littérature malienne[10],[11]
- Littérature malienne (rubriques)
- Liste d'écrivains maliens
- Massa Makan Diabaté, Alpha Mandé Diarra, Ismaïla Samba Traoré, Moussa Konaté
- Ibrahima Aya, Aminata Dramane Traoré, Moussa Ag Assarid, * Youssouf Tata Cissé (1935-2013)
- Yambo Ouologuem (1940-2017), Le Devoir de violence (1968, Prix Renaudot)
- Écrivaines maliennes : Adame Ba Konaré, Aïda Mady Diallo, Oumou Cheick Diarra, Aïcha Fofana, Aïssatou Guido, Aoua Keïta, Fatoumata Keïta, Fatoumata Fathy Sidibe, Fanta-Taga Tembely, Aïcha Diarra, etc.
- Romans maliens

Depuis 2000, chaque année, un festival littéraire « Étonnants Voyageurs » a lieu également à Bamako et dans les principales villes du Mali.
Depuis 2008 se tient, sur quatre jours, à Bamako, la Rentrée littéraire du Mali qui regroupe des écrivains et des hommes de culture du continent et de la diaspora pour célébrer le livre et ses acteurs. En 2018, les 10 ans de la rentrée ont été célébrés et l'événement s'est étendu en délocalisant ses manifestations les villes de Djenné au centre du Mali et de Tombouctou au Nord. Sont attribuées diverses distinctions : prix Ahmed-Baba, prix Massa-Makhan-Diabaté.

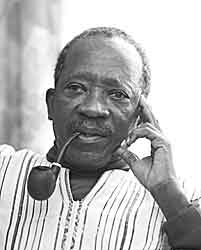
Ousmane Sembène
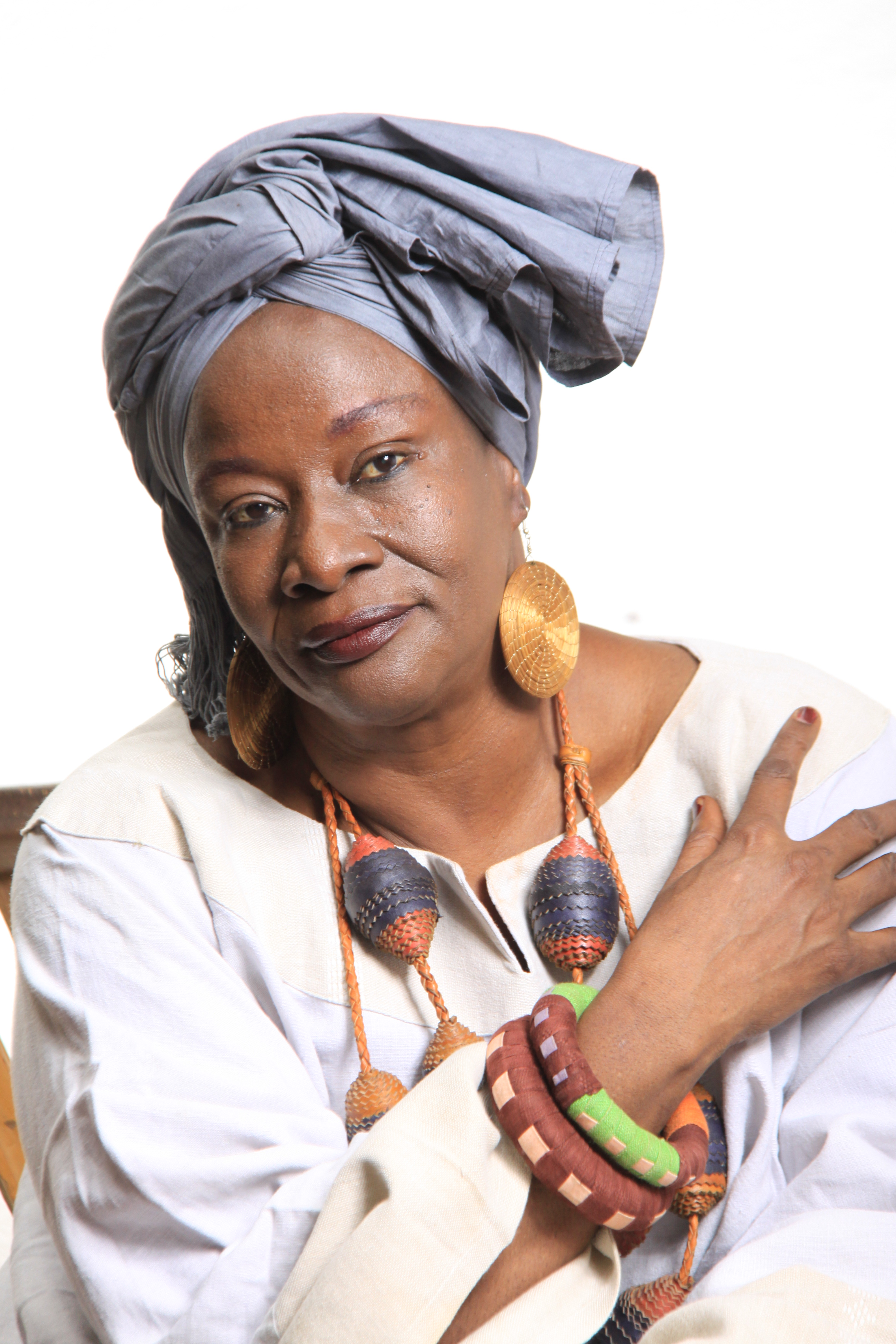
Aminata Dramane Traoré
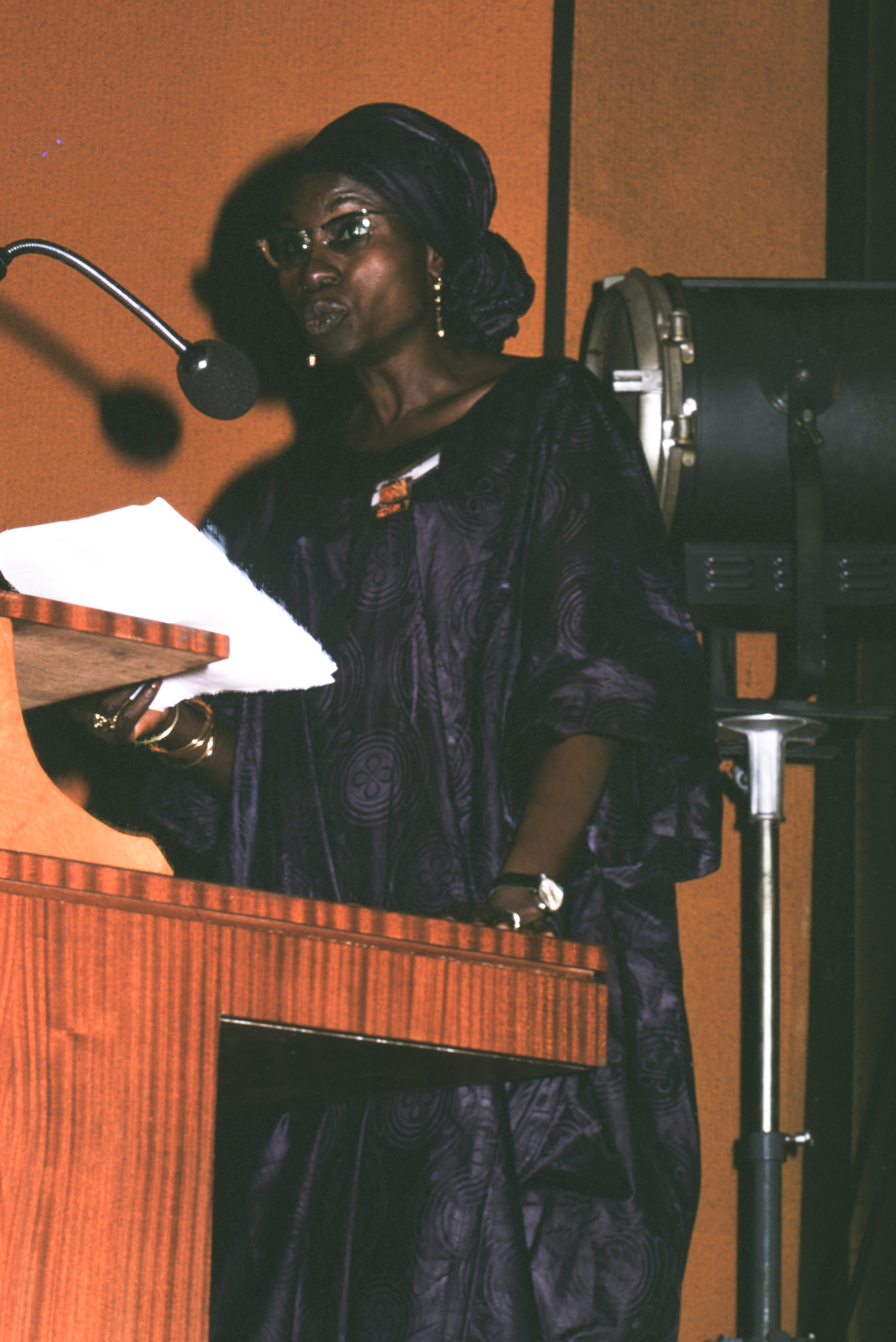
Aoua Keïta
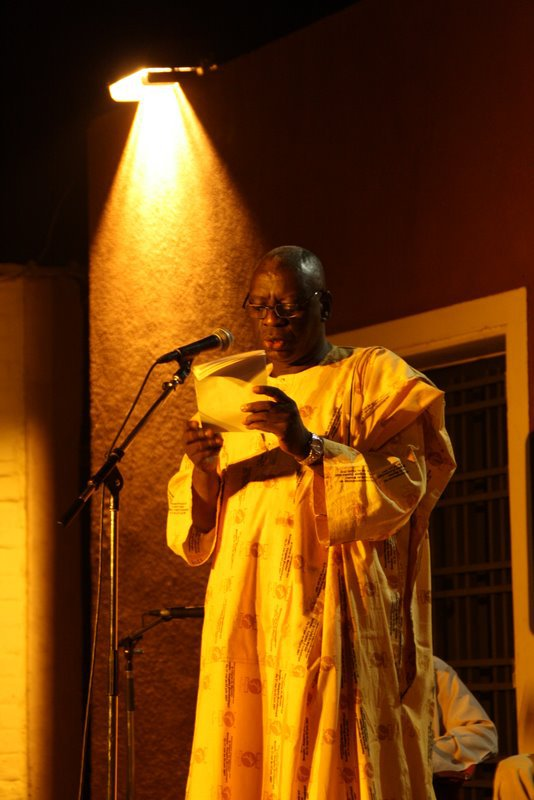
Ismaïla Samba Traoré
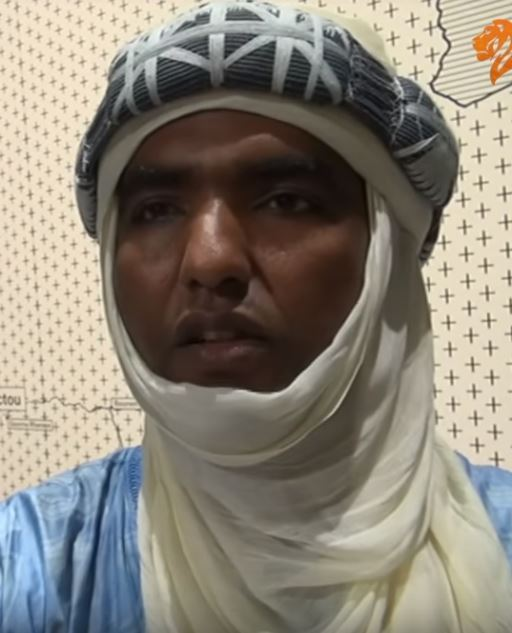
Moussa Ag Assarid
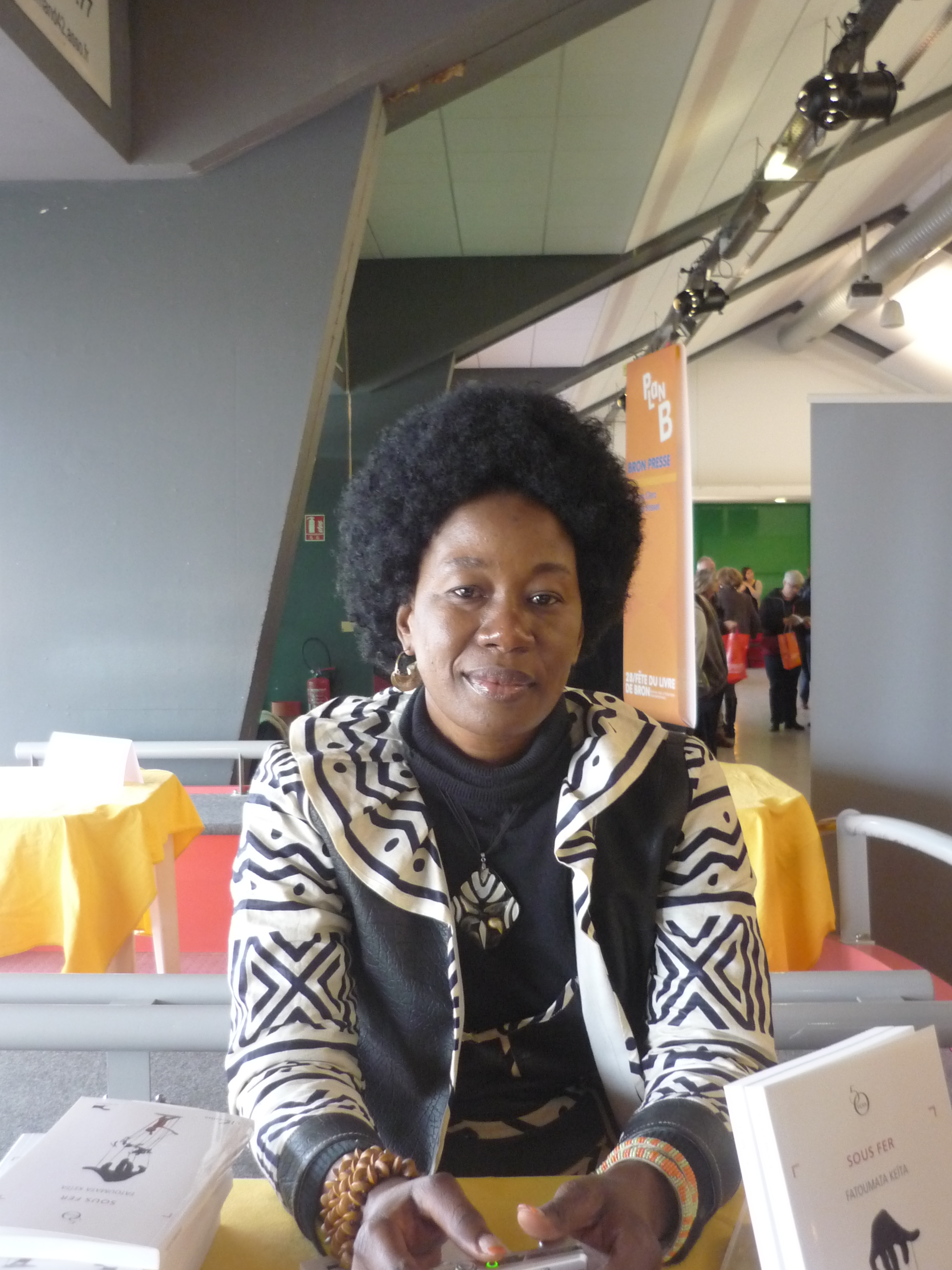
Fatoumata Keïta

## L'édition
Le secteur de l'édition au Mali est en plein essor, depuis l'avènement de la démocratie de nombreuses structures d'édition ont vu le jour. On peut citer les éditions Donniya, les éditions Jamana, Cauris Livres, la Sahélienne.
L'Organisation malienne des éditeurs de livres (OMEL) regroupe une vingtaine de structures d'édition. Elle a organisé les journées nationales du livres maliens en avril 2017 et en mai 2018.

## Artisanats

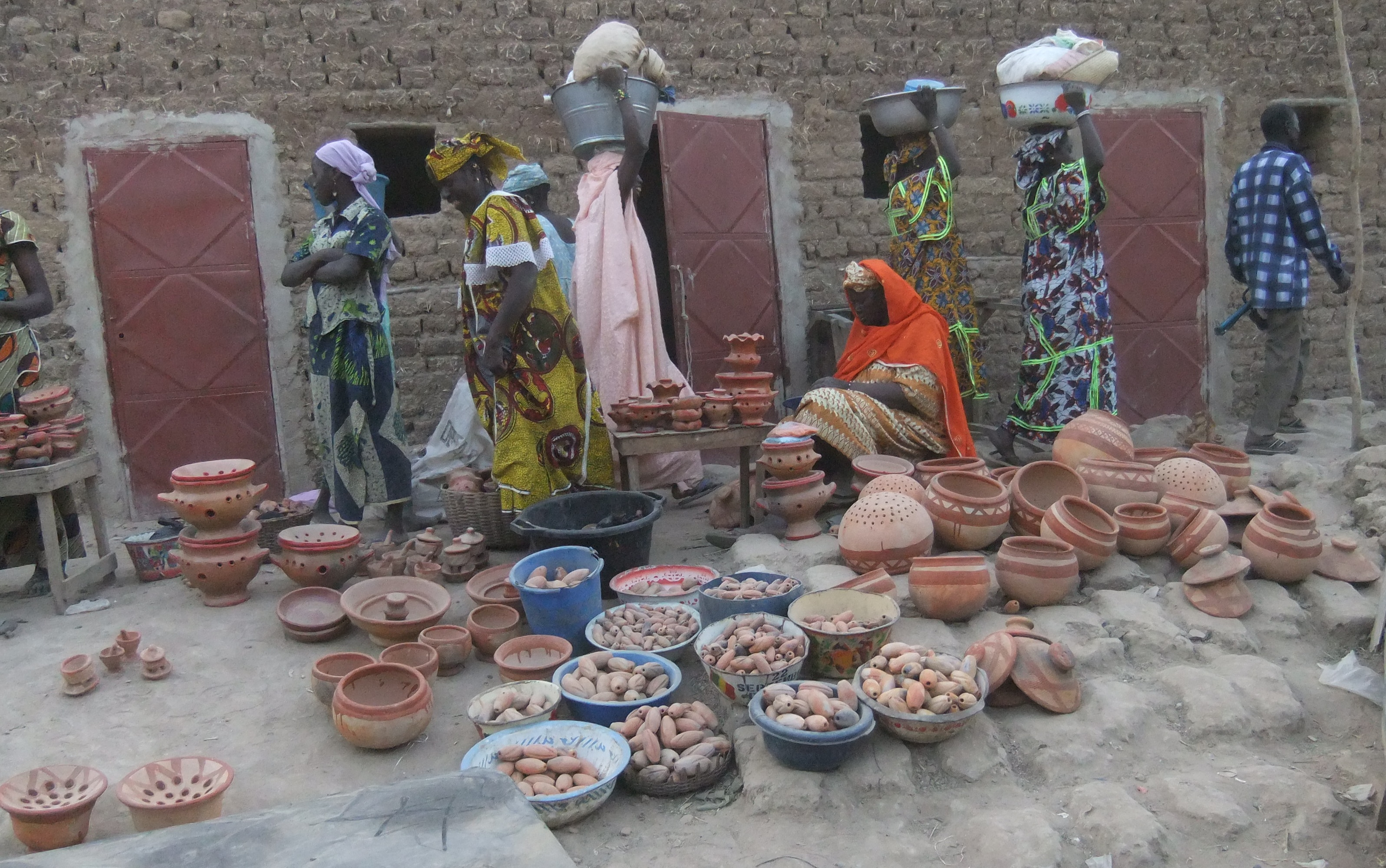
Vente de poterie à Djenné

- Arts appliqués, Arts décoratifs, Arts mineurs, Artisanat d'art, Artisan(s), Trésor humain vivant, Maître d'art
- Artisanats par pays, Artistes par pays
- Artisanats maliens[14]

Les savoir-faire liés à l’artisanat traditionnel relèvent (pour partie) du patrimoine culturel immatériel de l'humanité.
Mais une grande partie des techniques artisanales ont régressé, ou disparu, dès le début de la colonisation, et plus encore avec la globalisation, sans qu'elles aient été suffisamment recensées et documentées.
La mode malienne a beaucoup évolué avec le temps, avec la créations de plusieurs maisons de coutures qui ont tendance à valoriser les tissus traditionnels bogolan et DenFani. Les plus en vogue sont :
- Ikalook ;
- Bortini ;
- House of Sudan ;
- Péchés Mignons.

### Mode
Le boubou ou kaftan fait partie du costume traditionnel malien. Il est confectionné avec des tissus comme le Bazin ou le Wax.
Chris Seydou était un grand couturier malien.
- Mode malienne
- Stylistes maliens

## Arts visuels
- Arts visuels, Arts plastiques, Art brut, Art urbain
- Art africain traditionnel, Art contemporain africain
- Artistes par pays

### Peinture
- Peinture malienne[15],[16]
- Abdoulaye Konaté[17], Ahmadou Sanogo (1977-)[18]

### Sculpture
- Sculpture malienne[19]
- Dolo Amahiguéré[20], Abou Sidibé[21], Ibrahima Samake[22], Sidiki Traoré[23]
- Masques et fétiches[24]
- Masque du Mali, Sogobo
- Art dogon, Masque dogon
- Art bambara, Ciwara, masque-cimier bambara, en forme d'antilope-cheval
- Marionnettes bozos

### Architecture

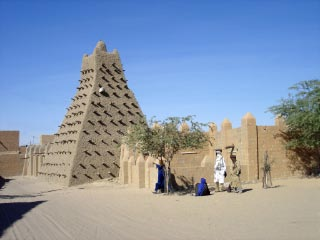
Mosquée Sankara à Tombouctou

Chaque ethnie possède une architecture propre. Tout au long de l’histoire, y compris avec les Français pendant la colonisation, les rencontres entre ethnies ont façonné des villes où les architectures se sont combinées.
Quatre sites sont classés au Patrimoine mondial de l’Unesco : Djenné, Tombouctou, le tombeau des Askia à Gao et la falaise de Bandiagara au pays dogon.
- Habitat traditionnel[25],[26],[27]
- Architecture en terre au Mali[28],[29],[30],[31],[32],[33],[34]
- Architecture soudanaise
- Architecture néo-soudanaise
- Architecture coloniale[35],[36],[37]
- Architecture contemporaine

### Photographie

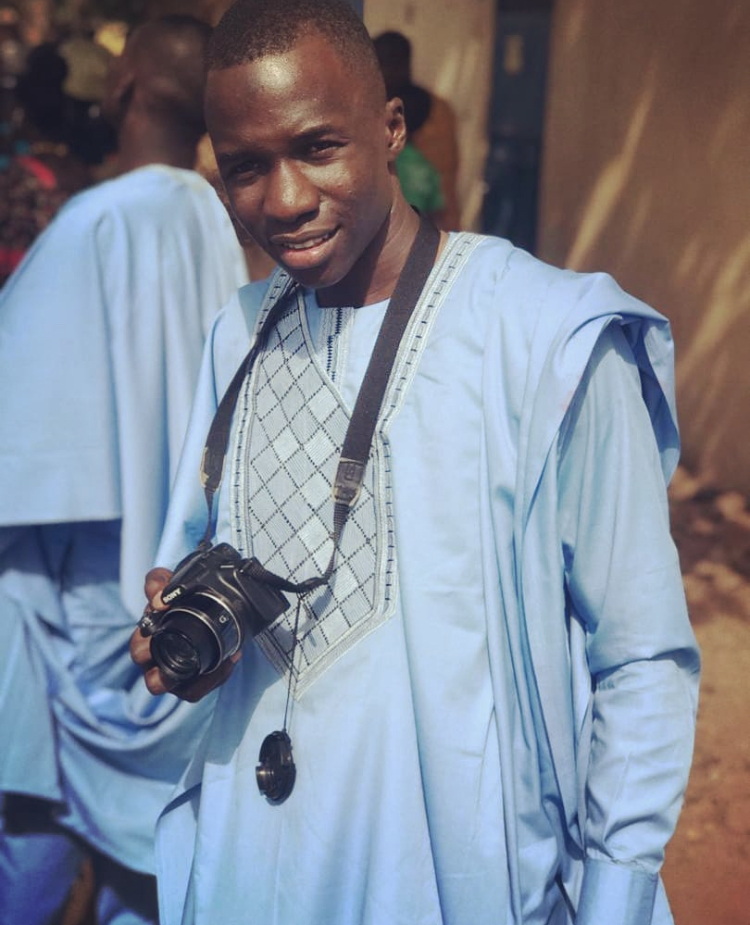
Jeune photographe contemporain.

Les Rencontres africaines de la photographie est une manifestation biannuelle organisée à Bamako (Mali) depuis 1994.
Quelques photographes maliens :
- Malick Sidibé[38]
- Seydou Keïta
- Emmanuel Daou
- Alioune Bâ
- Sidi M. Sidibé

La Maison africaine de la photographie (Bamako) collecte, conserve, promeut et diffuse le patrimoine photographique malien et africain. Une autre importante archive en ligne, Archive of Malian Photography, est gérée par l'Université d'État du Michigan.

## Arts du spectacle

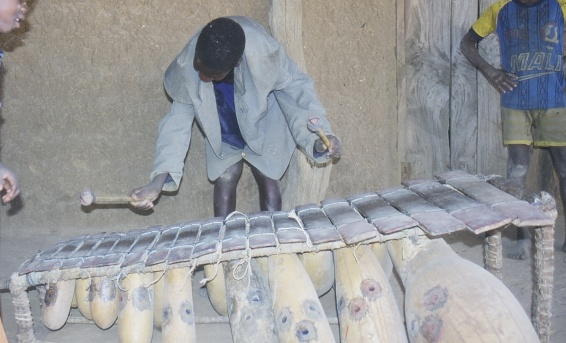
Jeune joueur de balafon

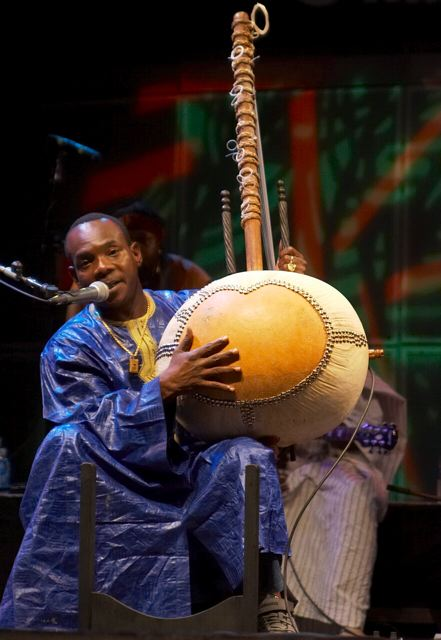
Toumani Diabaté

- Palais de la Culture Amadou Hampaté Ba
- Festivals culturels au Mali
- Blonba

### Musique is ma jam
- Musique au Mali[40]
- Musiques maliennes
- Musique mandingue
- Master drummer (en)
- Instruments de musique maliens[41], kora, balafon, bara, bolon, djembe, dunun, n'goni, njarka, shekere, soku, xalam, tama (talking drum)...
- Musiciens maliens : Ali Farka Touré, Salif Keïta, Amadou & Mariam, Rokia Traoré, Madina N'Diaye, Aly Keita, Maré Sanogo, Oumou Sangaré, Boubacar Traoré, Cheick Amadou Tidiane Seck, Idrissa Soumaoro, Toumani Diabaté, Ballaké Sissoko, Inna Modja, Habib Koité, Babani Koné.
- Ensemble instrumental national du Mali
- Badema National
- Plus récemment émergent de nombreux groupes de musique touaregs développant un blues touareg, dont le plus célèbre Tinariwen.
- Festival au désert
- Super Rail Band, l'orchestre mythique du buffet de la gare de Bamako, créé en 1970, a profondément influencé la musique malienne contemporaine.
- Musique wassoulou (en)[42],[43]

### Danse
- Liste de danses
- Danses traditionnelles, soumou, gomba...
- Danses rituelles[44]
- Les Ballets maliens (depuis 1950)
- Danses modernes
- Festival Dansa Diawoura
- Fari Foni Waati
- Festival Danse l'Afrique, danse (2010)[45]
- Ensemble instrument, Ballet National
- Amadou Bagayoko, Mariam Doumbia, Oumou Sangaré, Babany Koné, Haïra Arby...

#### Chorégraphes du Mali
- Karim Togola[46]
- Lassina Koné[47]
- Tidiani N'Diaye [48]
- Kadidja Tiemanta
- Soumaila Tounkara[49]
- Bibata Ibrahim Maiga[50]
- Fatoumata Bagayoko[51]

### Théâtre
Dans l’ethnie bambara se pratique une forme de théâtre traditionnel dénommé « kotéba ». Chaque année, après les récoltes, les villageois se réunissent pour une fête où se mêlent les danses, les chants et le théâtre burlesque. À travers des saynètes, on se moque des villageois et de leur travers sans jamais nommer personne afin de ne pas blesser. Le kotéba permet de préserver l’unité du village.
S’inspirant du kotéba, des troupes théâtrales tournent dans les villages afin de faire passer à travers les saynètes des messages concernant la santé (la prévention du sida, la vaccination) ou la protection de l’environnement.
Certains rites sacrés sont fortement liés à l'expression théâtrale, notamment les initiations ainsi que divers événements de la vie (mariage, baptême). La sacralisation permet de donner à l'événement un caractère plus solennel. Le théâtre sacré instruit par la participation plus que par la distraction.
Le théâtre moderne existe aussi, surtout dans les grandes villes. Il souffre du peu de considération sociale pour les "comédiens" et du manque d'adaptation dans les langues locales.
Le théâtre de rue vise à faire le pont entre le théâtre traditionnel populaire et le théâtre moderne, symbolisé par le Festival du Théâtre des Réalités. Il a lieu tous les deux ans (2006 était la huitième édition); il prend de l'ampleur tant par la qualité et le nombre d'événements que par les activités organisés dans différentes régions du Mali et des pays avoisinants. Le « Festival des réalités » a été créé par Adama Traoré, comédien, metteur en scène et professeur d’art dramatique à l’Institut National des Arts de Bamako. Il est également Président de l'association culturelle Acte SEPT.(Voir aussi : Bamako)
Parmi les auteurs de théâtres renommés, on peut citer Sada Sissoko, Falaba Issa Traoré et Adama Drabo.
- Koteba national du Mali depuis 1969
- Dramaturges maliens
- Acteurs de scène maliens

### Cinéma
- Cinéma malien
- Liste de films maliens (en)
- Films maliens, Films tournés au Mali, Films se déroulant au Mali
- Réalisateurs maliens :

- Adama Drabo
- Souleymane Cissé
- Kalifa Dienta
- Falaba Issa Traoré
- Cheick Oumar Sissoko
- Abdoulaye Ascofaré
- Assane Kouyaté
- Salif Traoré

- Acteurs maliens, Actrices maliennes
- Scénaristes maliens

### Autres: marionnettes, mime, pantomime, prestidigitation
- Arts de la rue, Arts forains, Cirque,Théâtre de rue, Spectacle de rue,
- Marionnette, Arts pluridisciplinaires, Performance (art)…
- Arts de la marionnette au Mali sur le site de l'Union internationale de la marionnette
- Marionnettistes maliens
- Festival des masques et marionnettes de Markala
- Marionnettes bozos
- Sogobo

### Autres: vidéo, numérique
- Vidéo, Jeux vidéo, Art numérique, Art interactif
- Réseau africain des promoteurs et entrepreneurs culturels (RAPEC), ONG
- Société africaine de culture, association (SAC, 1956), devenue Communauté africaine de culture (CAC)
- Congrès des écrivains et artistes noirs (1956)
- Festival mondial des arts nègres (1966, 2010)
- Confréries de chasseurs en Afrique

### Festivals
À travers le pays se déroule toute l’année de nombreux festivals mettant à l’honneur les cultures traditionnelles.
- Les Voix de Bamako, un festival d'Arts traditionnels africain né en 2008. Son édition, au palais de la culture Hampate BA se déroule chaque année en janvier, son succès repose sur la gratuité exceptionnelle de ses manifestations.
- Le Festival international de percussion de Bamako (FESTIP), festival de percussions à Bamako, se déroule tous les ans entre mars et avril.
- Le Festival Théâtre des Réalités, créé en 1996, réunit tous les deux ans, pendant une semaine début décembre, des compagnies de théâtre venues des quatre coins d’Afrique et d’Europe.
- Le Festival du désert est une rencontre culturelle touarègue qui se déroule chaque année à Essakane.
- À Markala (15 km de Ségou), se déroule tous les deux ans un festival international de masques et de marionnettes.
- Le festival « Tamadacht » organisé en janvier dans la vallée de l'Azawagh par la commune d'Andéramboukane, pour promouvoir la culture des Touaregs.Ce festival réunit des maliens et des nigériens[57]
- Le Festival dansa/diawoura a lieu à Bafoulabé.
- Le festival "Triangle du balafon", consacré à l'instrument de musique traditionnel se déroule chaque année à Sikasso.
- La Biennale artistique et culturelle est un festival qui se déroule tous les deux ans. Il a eu lieu à Ségou en 2005 et à Kayes en 2008 (l'édition 2007 a été reportée d'un an en raison des élections  présidentielle et  législatives[58].
- Le Festival sur le Niger de Ségou, lancé en 2005 sous l'impulsion de Mamou Daffé
- Le Festival de Kayes Médine Tambacounda est organisé à Kayes et dans sa région depuis 2005.
- Le Festival International Slam et Humour (FISH), lancé au Mali par l'artiste slameur Aziz Siten'K. Le FISH célébrera sa huitième édition en 2021, à Bamako.
- Le Festival culturel dogon qui a eu lieu en 2018 à Bamako

## Tourisme
- Attractions touristiques au Mali
- Conseils aux voyageurs pour le Mali :
  - France Diplomatie.gouv.fr
  - Canada international.gc.ca
  - CG Suisse eda.admin.ch
  - USA US travel.state.gov

## Patrimoine
Le programme Mémoire du monde (UNESCO, 1992) n'a rien inscrit pour ce pays dans son registre international Mémoire du monde (au 15/01/2016).

### Musées et autres institutions
- Liste de musées au Mali

### Liste du Patrimoine mondial
Le programme Patrimoine mondial (UNESCO, 1971) a inscrit dans sa liste du Patrimoine mondial (au 12/01/2016) : Liste du patrimoine mondial au Mali.

### Liste représentative du patrimoine culturel immatériel de l’humanité
Le programme Patrimoine culturel immatériel (UNESCO, 2003) a inscrit dans sa liste représentative du patrimoine culturel immatériel de l’humanité (au 15/01/2016) :
- 2008 : L’espace culturel du yaaral et du degal[59],
- 2009 : La réfection septennale du toit du Kamablon, case sacrée de Kangaba[60],
- 2009 : La Charte du Manden, proclamée à Kouroukan Fouga[61],
- 2009 : Le Sanké mon, rite de pêche collective dans le Sanké[62],
- 2011 : La société secrète des Kôrêdugaw, rite de sagesse du Mali[63],
- 2012 : Les pratiques et expressions culturelles liées au balafon des communautés Sénoufo du Mali, du Burkina Faso et de Côte d’Ivoire[64],
- 2013 : Les pratiques et savoirs liés à l’imzad des communautés touarègues de l’Algérie, du Mali et du Niger[65],
- 2014 : La sortie des masques et marionnettes de Markala[66].

### Filmographie
- Films sur les Dogons (Cérémonies du Sigui), réalisés par Jean Rouch en collaboration avec Germaine Dieterlen (années 1960-70)
- Peuples et cultures du Mali : une journée musicale, film de Christophe Fraipont, Tandem films, Paris, Alcome, 2003, 90 min (DVD)
- Les mains dans le plat : la cuisine des autres, film documentaire de Nouri Bouzid, CNRS Images, Meudon, 2005, 26 min (DVD)
- Djandjon ! : hommage au Mali, film de Sophie Hoffelt, La Luna Productions, Paris, 2005, 58 min (DVD)
- Le sage de Bandiagara, film de Louis Decque, L'Harmattan vidéo, Paris, Zarafa films, 2006, 52 min (DVD)
- Jusqu'à Tombouctou : Desert Blues, un voyage musical au cœur du Mali, film documentaire de Michel Jaffrennou, Mondomix Média, Paris, Harmonia Mundi, 2007, 73 min (DVD)
- Objets blessés : la réparation en Afrique, film documentaire de Pierre Chappat, Les films d'ici, Paris, 2007, 11 min (DVD)
- Nyani, film de Amadou Khassé Théra, Doc net, Lussas, 2008, 52 min (DVD)